# Tone Center Records
Tone Center Records is een Amerikaans platenlabel voor jazz, jazzrock en gitaar-fusion. Het werd opgericht door een veteraan uit de muziekindustrie, Mike Varney en is een onderdeel van de Shrapnel Label Group, evenals Shrapnel Records en Blues Bureau International. Musici wier muziek op het label verscheen zijn onder meer Steve Smith, Steve Kahn, The Royal Dan, Greg Howe, Fabrizio Leo, Cosmic Farm, Bill Connors, CAB (met Bunny Brunel) en Citriniti.